# Meikever
De meikever of gewone meikever (Melolontha melolontha) is een insect uit de orde van de kevers (Coleoptera) en de familie van de bladsprietkevers (Scarabaeidae).
De meikever is met een lengte tot 3 centimeter een middelgrote soort. De kleur van de dekschilden en de poten is kastanjebruin. Het gehele lichaam is voorzien van een fijne, witte beharing en de segmenten van het verder zwarte achterlijf hebben aan weerszijden driehoekige witte vlekjes. De antennes hebben een oranje kleur en eindigen in een langwerpige verdikking. Deze bestaat echter uit verschillende lamellen die eenmaal uitgewaaierd duidelijk zichtbaar zijn en worden gebruikt bij het zoeken naar voedsel of een partner.
De meikever staat bekend als een belangrijk plaaginsect, omdat de larven schade kunnen toebrengen aan door de mens geteelde gewassen. De larven eten wortels van planten en kunnen een verwoestende uitwerking hebben op moestuinen en gazons. De volwassen kevers eten bladeren en kunnen als ze in grote aantallen voorkomen een boom volledig kaalvreten. De volwassen meikever heeft een voorkeur voor eiken, maar leeft ook wel van andere bomen. De kever is in de regel niet zo schadelijk als de larve; al zijn enige uitzonderingen bekend. Toen bestrijdingsmiddelen nog niet bestonden, veroorzaakte de kever veel schade aan gewassen en vormde zo een serieuze bedreiging voor de voedselvoorziening. Na de komst van insecticiden in de twintigste eeuw is de kever veel zeldzamer en in sommige streken is de soort volledig uitgeroeid. Dit geeft duidelijk aan hoe ontzettend schadelijk deze middelen zijn voor de natuur. Meikevers hebben, zoals alle dieren, een functie. Met insecticiden wordt de balans in de natuur ernstig verstoord met allerlei schadelijke gevolgen voor mens én dier.
De meikever komt voor in grote delen van Europa, en is vooral te vinden op open plekken in bossen, bosranden en open velden met gras als begroeiing. In Nederland en België is de soort niet meer zo algemeen als vroeger. De meikever is een van de bekendere Europese kevers en speelt een bescheiden rol in de cultuur.

## Naam en indeling

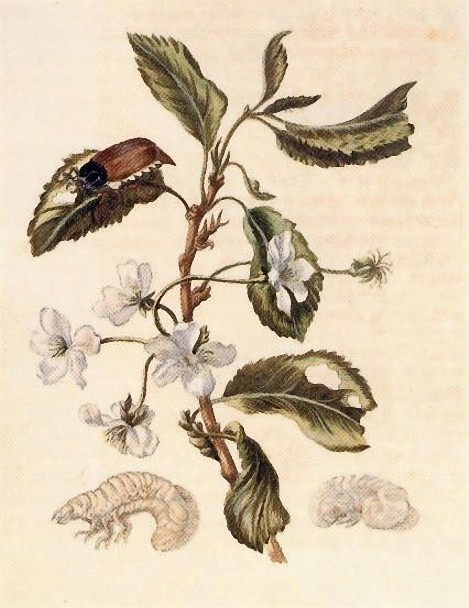
Tekening uit 1679 door Maria Sibylla Merian

De meikever dankt zijn Nederlandse naam aan het voorkomen van mei tot juni. Ook andere kevers die behoren tot de bladsprietkevers zijn vernoemd naar de maand waarin ze veel voorkomen, zoals de junikever (Amphimallon solstitialis) en de julikever (Polyphylla fullo). De junikever is te zien van juni tot juli, de julikever verschijnt iets later en vliegt van juli tot augustus.
In de Nederlandse taal heeft de meikever veel andere namen, die afhankelijk zijn van de streek. De bekendste namen zijn mulder of molenaar, wat slaat op de fijne lichte haartjes over het gehele lichaam die de kever – net als een molenaar – een bepoederd uiterlijk geven. De voorkeur voor de eik komt vaak terug in streeknamen, zoals in de Twentse varianten ekkelfrans, ekkeltinus, ekkelworm, ekkelteve, ekkeltieuwe en ekkelbrommer. In Drenthe en omstreken worden de namen eekmulder en ekkelbieter gebruikt. Brabantse en Limburgse namen ten slotte zijn hegmulder en meuleneer.
De meikever is binnen Europa in vergelijking met andere kevers een zeer bekende soort waardoor ook in andere talen verschillende namen worden gebruikt. In de Engelse taal wordt de kever cockchafer genoemd; dit is waarschijnlijk een verbastering van 'clock-chafer', dat 'klok-kever' betekent.
De naam 'cock' is Engels voor mannelijk(heid) en zou ook kunnen slaan op de grootte van de kever in vergelijking met andere soorten. Alternatieve Engelse namen zijn billy witch en spang beetle, deze eerste naam verwijst naar de volksmythe dat als de kever in het hoofdhaar terechtkomt, alleen te verwijderen is door het haar af te knippen. De naam 'spang beetle' betekent vrij vertaald 'glimmende kever'.
De wetenschappelijke naam van de soort werd in 1758 als Scarabaeus melolontha gepubliceerd door Carl Linnaeus in de tiende editie van Systema naturae.

### Synoniemen
Onderstaand is een lijst met synoniemen van de wetenschappelijke naam weergegeven. 
- Melolontha vulgaris Fabricius, 1775
- Scarabaeus majalis Moll, 1785
- Melolontha albida Mulsant, 1842
- Melolontha discicollis Mulsant, 1842
- Melolontha lugubris Mulsant, 1842
- Melolontha ruficollis Mulsant, 1842
- Melolontha albida Redtenbacher, 1849
- Melolontha nigra Kellner, 1877
- Melolontha pulcherrima Dalla Torre, 1879
- Melolontha funesta Westhoff, 1884
- Melolontha humeralis Westhoff, 1884
- Melolontha luctuosa Westhoff, 1884
- Melolontha melanopus Westhoff, 1884
- Melolontha obscuripes Westhoff, 1884
- Melolontha scapularis Westhoff, 1884
- Melolontha femoralis Kraatz, 1885
- Melolontha ruficeps Kraatz, 1885
- Melolontha marginata Kraatz, 1888
- Melolontha asiatica Brenske, 1900
- Melolontha colopyga Petz, 1905
- Melolontha nigritarsis Pfanneberg, 1905

## Verspreiding en habitat
De meikever is een Palearctische soort die voorkomt in grote delen van Europa. Het grootste deel van het areaal is gelegen in Centraal-Europa, in de landen Albanië, België, Bulgarije, Duitsland, Frankrijk, Hongarije, Montenegro, Nederland, Noord-Macedonië, Oostenrijk, Polen, Roemenië, Servië, Slowakije, Tsjechië en Zwitserland. In het zuiden van Europa is de kever te vinden in Griekenland, Italië, Portugal en Spanje. De noordelijkste grens van het verspreidingsgebied beslaat delen van Zweden.
De oostelijke grens van het verspreidingsgebied bereikt in het noorden Estland en in het zuiden komt de kever voor in Oekraïne tot ongeveer de denkbeeldige lijn van Charkiv tot Zaporozje en Odessa. De meikever komt ten slotte voor in een deel van Rusland, maar alleen een smalle strook in het westen. De kever komt oostelijk voor tot grofweg de lijn Smolensk - Koersk - Voronezj.

### België en Nederland
In België komt de kever overal voor met een zwaartepunt in het midden van het land. In Vlaanderen komt de meikever bijna uitsluitend voor in streken waar veel beuken voorkomen. 
In Nederland is er een grotere voorkeur voor gebieden met eikenbomen. Hier kan de kever vooral in het zuidelijke en oostelijke deel worden aangetroffen, in het westen van Nederland is de kever zeldzamer. In de provincies Gelderland, Limburg en Noord-Brabant komen af en toe nog grotere aantallen meikevers voor die schade kunnen aanrichten aan golfterreinen, boomkwekerijen en natuurgebieden.

### Habitat
De habitat bestaat uit begroeide gebieden zoals graslanden of randen van bladverliezende bossen. De meikever heeft geen echte specifieke voorkeur maar de bodem dient dichtbegroeid of beschaduwd te zijn en ook een losse structuur is een vereiste. Dit is belangrijk voor de ontwikkeling van de larven die niet kunnen overleven in een harde bodem of een bodem die te droog wordt. Geschikte habitats zijn onder andere bossen, graslanden, heidegebieden en savannen. De meikever kan ook worden gevonden in door de mens aangepaste landschappen zoals agrarische gebieden, plantenkwekerijen, golfbanen, tuinen en parken.

## Uiterlijke kenmerken

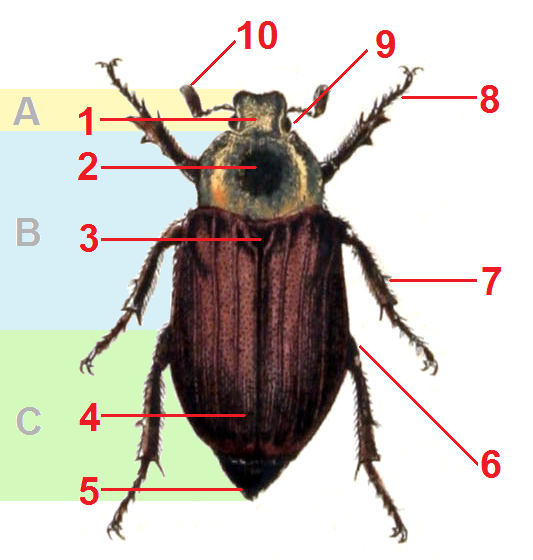
Lichaamsdelen

De meikever heeft een overwegend bruine kleur, de onderzijde en de kop zijn donkerder tot zwart. De lichaamslengte is ongeveer 20 tot 30 millimeter. De meikever heeft net als alle insecten een in drieën verdeeld lichaam. Het voorste deel is de kop (A), die de verschillende uitsteeksels draagt. Achter de kop bevindt zich het borststuk of de thorax (B), waaraan de poten en vleugels zijn gehecht, en aan de achterzijde bevindt zich het achterlijf of abdomen (C).

### Kop
De kop van de meikever is voorzien van kaken die het voedsel vermalen en draagt verschillende zintuiglijke organen. De ogen van de kever bestaan uit verschillende oogjes of ommatidiën die tezamen een samengesteld oog vormen dat de visuele waarneming verzorgt (9). De ogen vallen op omdat ze relatief groot en zwart van kleur zijn. De ogen hebben een glanzend oppervlak en doen door de ronde vorm kraalachtig aan.
De twee antennes (10) vallen op door hun oranje kleur en ze bevatten vele zintuiglijke cellen die een chemosensorische functie hebben. Hierdoor kan de kever geuren waarnemen en zo voedsel en een partner opsporen. De stoffen die beschadigde planten aan de lucht afgeven kunnen door de mannetjes worden waargenomen, evenals de door een vrouwtje verspreide feromonen, zie ook onder voortplanting en ontwikkeling. Wat zeer opvallend is aan de antenne is het uiteinde, dat er op het eerste gezicht uitziet als een verdikking. Bij nadere bestudering bestaat het einde van de antenne uit een soort waaier van langwerpige, ovale lobben die sterk zijn afgeplat. Antennes die meerdere vertakkingen hebben komen wel meer voor in de insectenwereld maar bestaan vaak uit een onbeweeglijke structuur, zoals een vedervormige of gekamde antenne. De meikever kan zijn antennes echter naar believen inklappen tijdens rusten en openklappen als er gezocht wordt naar voedsel of een partner. Hierdoor worden de antennedelen beschermd als ze niet worden gebruikt, net als de vleugels. In rust zijn de lobben als een pakketje samengevouwen niet als zodanig herkenbaar, maar als ze worden uitgevouwen zijn de verschillende delen makkelijk te onderscheiden. Het geheel doet denken aan een half opengeslagen boek. Mannetjes hebben altijd zeven delen en vrouwtjes altijd zes, de antennes van de mannetjes zijn bovendien langer en de lamellen hebben een aanmerkelijk groter oppervlak dan die van vrouwtjes. Hoewel meer bladsprietkevers opvallende lamellen aan de antennen hebben – ze zijn er immers naar vernoemd – zijn de antenne-uiteinden van de meikever een van de opvallendste uit de groep.

### Borststuk

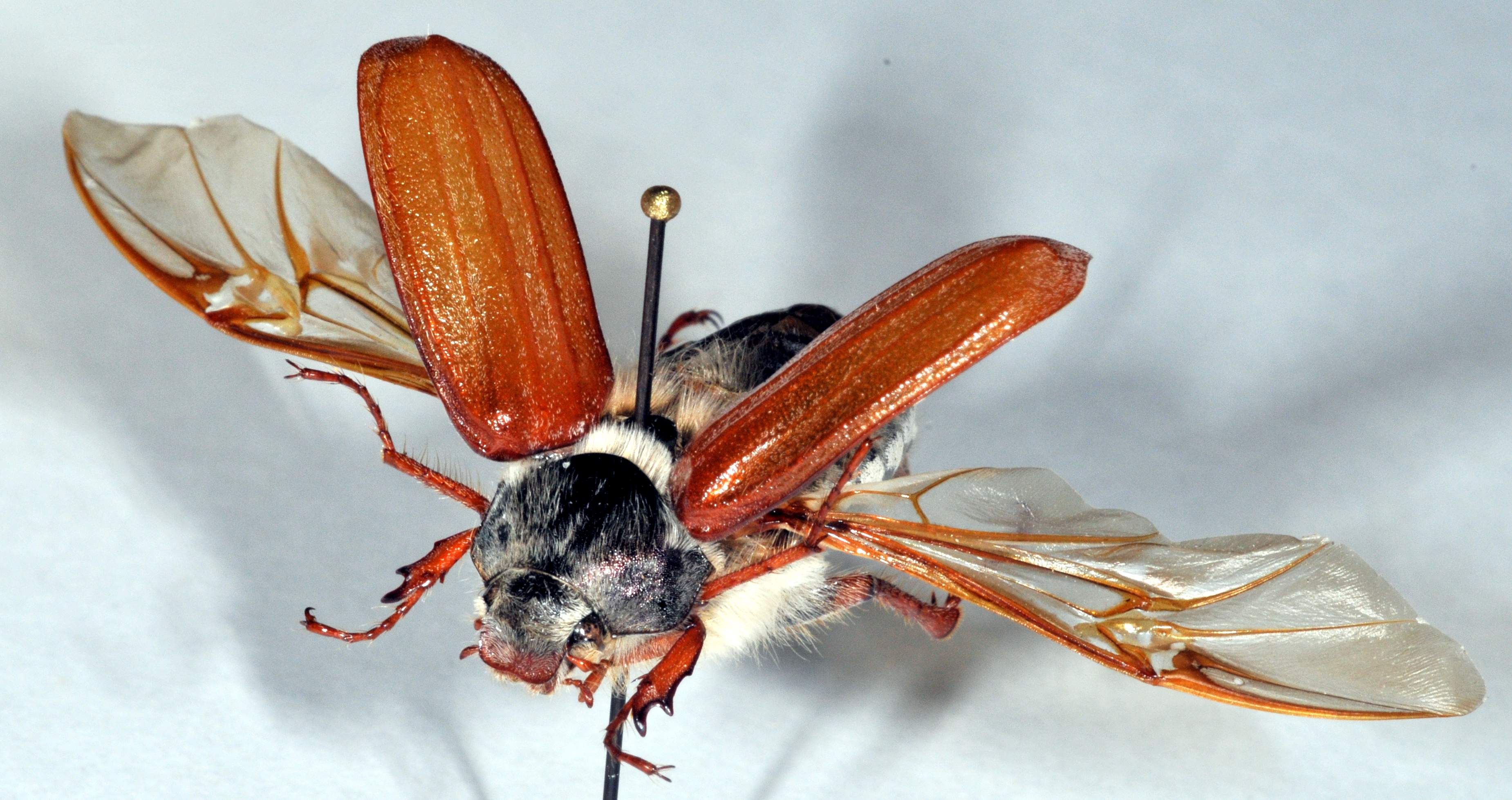
Een geprepareerd exemplaar waarbij de vleugels goed te zien zijn.

Het eerste segment van het drieledige borststuk wordt aan de bovenzijde bedekt door het pronotum of halsschild (2). Zowel het kopschild als het halsschild zijn donkerbruin tot zwart van kleur. De achterste twee segmenten van het borststuk zijn onder de elytra of dekschilden gepositioneerd.
De voorvleugels worden ook wel dekvleugels of elytra (4) genoemd en zijn aan de bovenzijde gelegen. De dekschilden bedekken het grootste deel van de bovenzijde van het lichaam en hebben een kastanjebruine kleur. Ieder dekschild is voorzien van fijne, witte haartjes zodat de kever 'stoffig' aandoet, het dekschild heeft vier opvallende lengtericheltjes. Dit zijn de zichtbare vleugels, maar ze zijn te hard en te stijf om mee te vliegen. Onder de voorvleugels zijn de achtervleugels gelegen, deze hebben een veel groter oppervlak dan de voorvleugels. In rust worden ze dan ook langs een vast aantal plooien opgevouwen, zodat ze goed beschermd zijn onder de voorvleugels. Net als alle insecten kan een meikever eenmaal volwassen niet meer groeien en als de vleugels beschadigd raken zal dit het vliegen bemoeilijken. Tussen de dekschilden, in het midden, is het schildje of scutellum aanwezig (3). Dit is duidelijk veel donkerder tot zwart van kleur. 
De poten van de meikever vallen op door hun kastanjebruine kleur die correspondeert met de kleur van de dekschilden. De zes poten zijn behaard en dragen kleine, maar scherpe, uitsteeksels die sporen worden genoemd. De poten van de meikever bestaan uit verschillende delen die de geledingen worden genoemd. Iedere poot is aan het lichaam gehecht met een kort segment dat de coxa of heup wordt genoemd, gevolgd door de dij of femur (8). Het volgende segment is de scheen of tibia (7). Dit deel is bij mannetjes en vrouwtjes anders van vorm. Bij vrouwtjes is het tibium verbreed en draagt drie tandachtige uitsteeksels. Bij het mannetje is het tibium smaller en heeft slechts twee uitsteeksels. Het laatste segment wordt de tarsus of voet genoemd (6). De tarsus bestaat uit vijf delen en aan het uiteinde zijn de klauwtjes aanwezig. Hiermee houdt de kever zich vast aan de ondergrond.

### Achterlijf
Het achterlijf is donker tot zwart van kleur, de segmenten van het achterlijf hebben aan de zijkanten ieder een driehoekige witte vlek. De drie lichaamsdelen corresponderen niet helemaal met de schilden aan de bovenzijde van de kever zodat de verdeling het beste te zien is aan de onderzijde van de kever. Aan de bovenzijde wordt de kop beschermd door het kopschild of de vertex (1).
Helemaal aan de achterzijde is het uiteinde van het achterlijf zichtbaar, dat uitsteekt onder de dekschilden. Dit wordt het achterlijfspunt of pygidium (5) genoemd en het verlengde, flesvormige uitsteeksel is karakteristiek voor de soorten die tot het geslacht Melolontha behoren. Bij mannetjes is het altijd duidelijk langer dan bij vrouwtjes, zodoende dat het een belangrijk geslachtsonderscheid is.

## Onderscheid met andere soorten
De meikever is op het eerste gezicht alleen te verwarren met andere bladsprietkevers zoals de twee andere soorten meikevers uit het geslacht Melolontha die in Europa voorkomen. In België en Nederland is de kever vooral te verwarren met de bosmeikever  (Melolontha hippocastani), die ook wel kastanje- of zandmeikever wordt genoemd. Deze soort komt in Nederland voor in de duinen bij Haarlem. De bosmeikever bereikt een lengte van 22 tot 26 millimeter en is kleiner dan de gewone meikever.
De derde soort, Melolontha pectoralis, is iets groter dan de gewone meikever, maar komt niet in de Benelux voor. Deze soort is alleen te vinden in een klein gebied in zuidelijk Duitsland. Alle soorten kevers uit het geslacht Melolontha zijn te herkennen aan de duidelijk verlengde achterlijfspunt – zowel vrouwtjes als mannetjes – wat een typisch kenmerk is van de soorten uit deze groep.
Tot de andere bladsprietkevers behoort de julikever (Ployphylla fullo), die een gelijkende bouw heeft, maar duidelijk groter wordt tot 36 mm. De kever is echter makkelijk te herkennen aan de witte vlekken en de veel grotere en platte antenne-uiteinden. De junikever (Amphimallon solstitialis) lijkt wel op de meikever, maar blijft met een lengte tot 18 mm altijd kleiner. Ook de rozenkever of johanneskever (Phyllopertha horticola) blijft kleiner tot 11 mm en is daarnaast te onderscheiden aan de groene kop en de donkere lichaamsbeharing.

Afbeeldingen: Gelijkende soorten
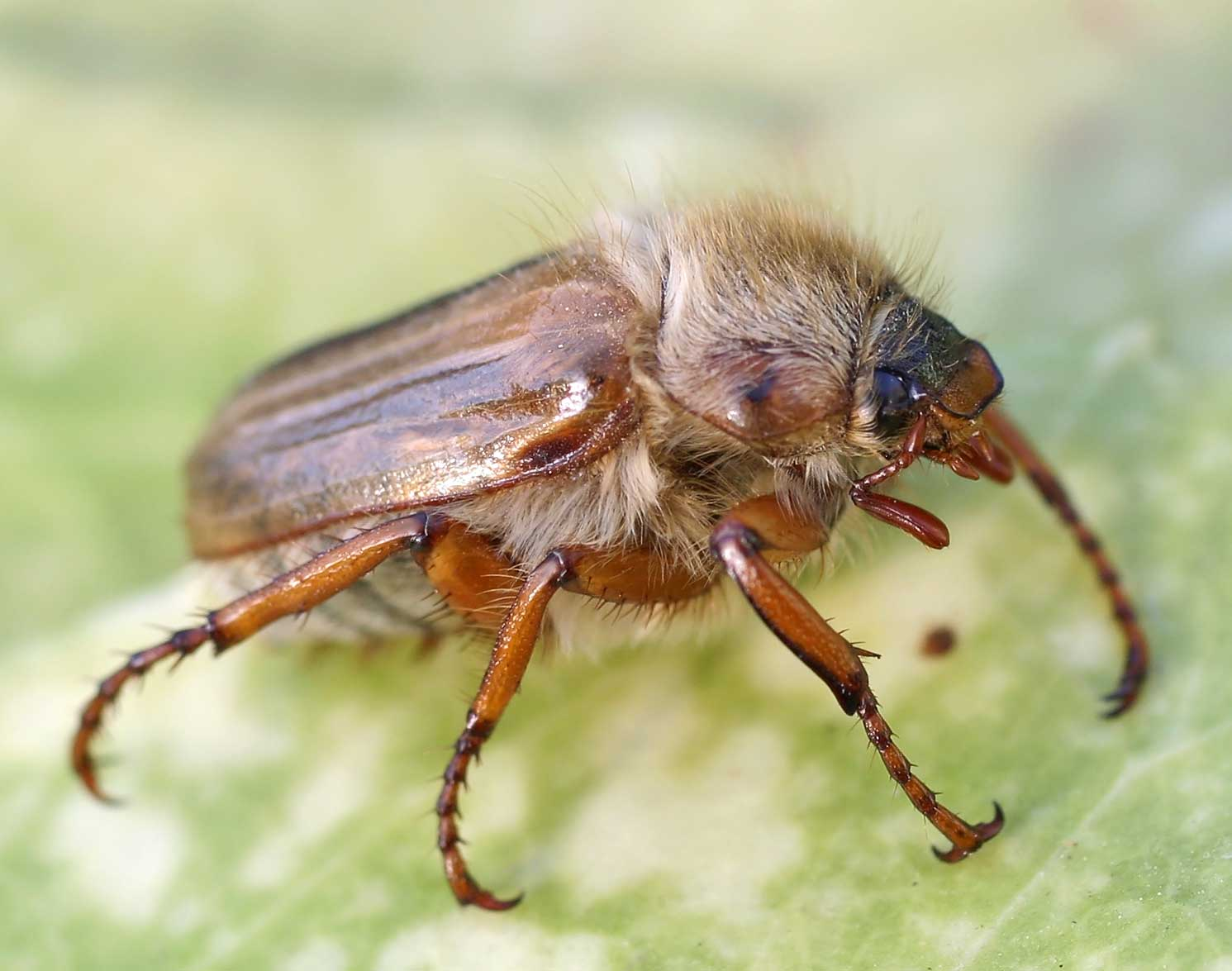
Junikever
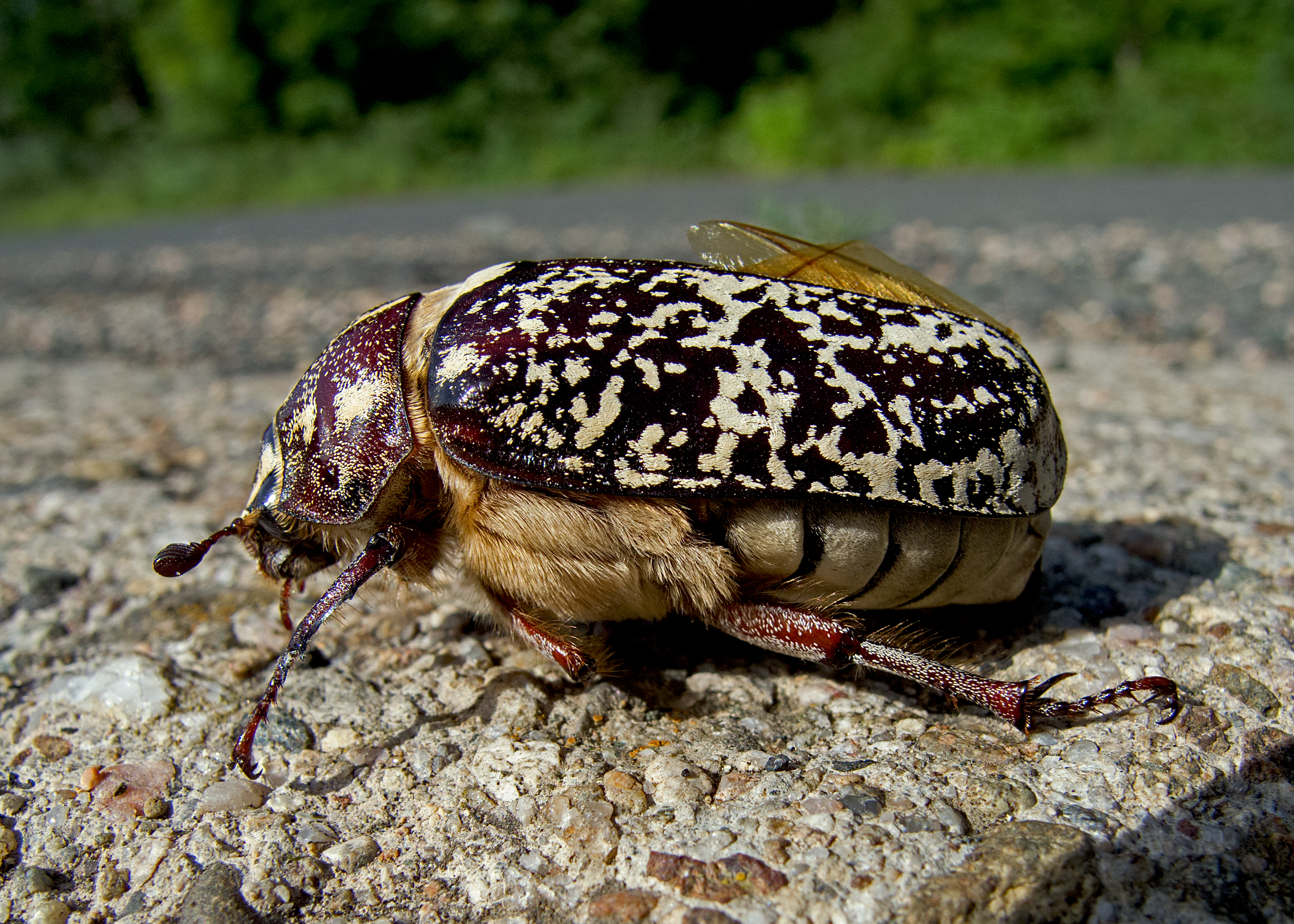
Julikever
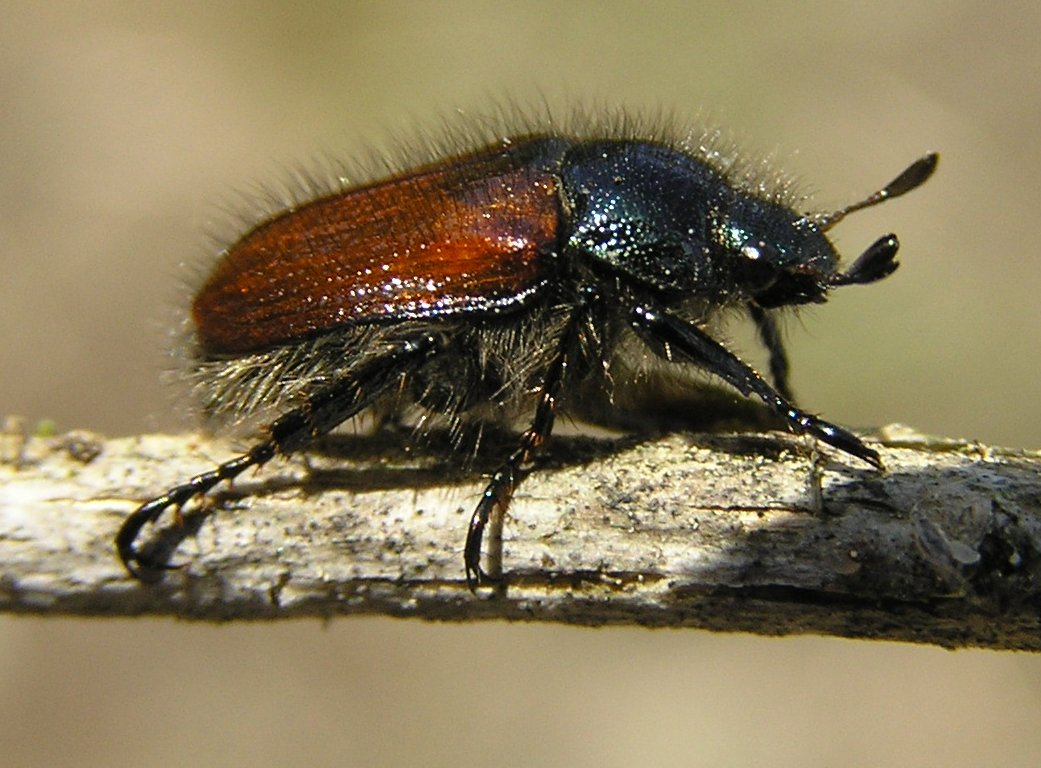
Rozenkever

## Levenswijze

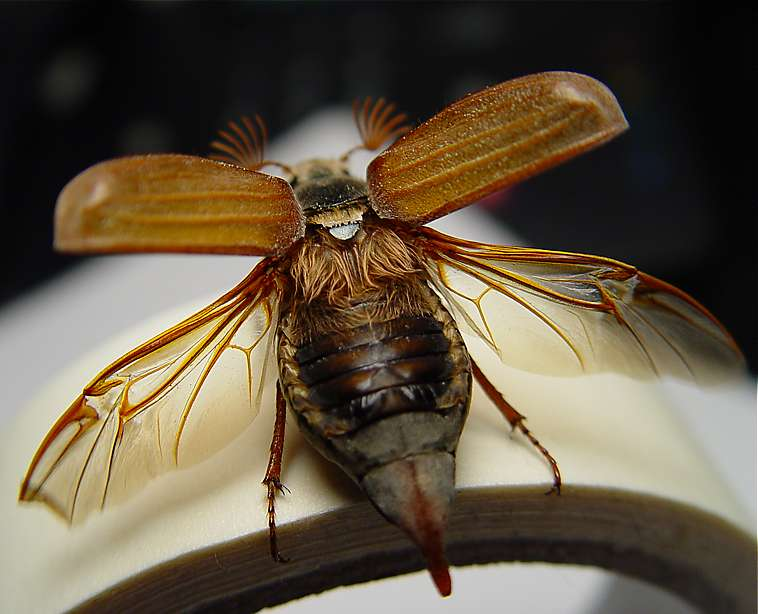
Bij het vliegen worden de dekschilden opgetild en de achtervleugels uitgevouwen.

De meikever is een schemeractieve soort die overdag rust op takken in bomen. De kevers zijn overdag inactief en als men aan een boomtak schudt die door meikevers wordt gebruikt als rustplaats tuimelen ze naar beneden.

### Vlucht
De voorvleugels worden tijdens de vlucht omhoog geklapt, de vleugels van de meikever maken tijdens het vliegen een opvallend brommend geluid. In vergelijking met andere vliegende insecten is de vleugelslag vrij langzaam, een meikever slaat ongeveer 46 keer per seconde met de vleugels. De kever waaiert altijd de lamellen van zijn antennen uit zodat het oppervlak sterk wordt vergroot en de kever vliegt op de geur. Ook worden de poten gespreid, zodat als de kever ergens op landt hij zich direct kan vasthouden. Vaak maakt de meikever een vrij onzachte landing tegen een boom, waarbij het gepantserde lichaam voorkomt dat het dier te pletter slaat. Een dergelijke vliegwijze komt ook voor bij andere grotere kevers, zoals de neushoornkever en het veel grotere vliegend hert. Deze vliegwijze maakt de kever echter erg langzaam, de meikever bereikt een snelheid van ongeveer 8 kilometer per uur.
De meikever komt 's nachts op kunstmatige lichtbronnen af. In tegenstelling tot wat wel wordt beweerd worden de kevers niet direct aangetrokken door het licht, maar raken ze verward. Normaal gesproken navigeren ze op het maanlicht, dat vanaf een vast punt afkomstig is. Doordat het licht constant uit dezelfde richting komt, kan de kever in een rechte lijn vliegen. Als een meikever echter langs een lamp vliegt, verandert de positie van de lichtbron ten opzichte van de kever, zodat het dier rondjes om de lamp blijft cirkelen. De meikever wordt hierdoor ook door het licht van huizen verward, en botst weleens tegen het glas wat gezien de grootte van de kever duidelijk hoorbaar is. Als de kever binnenshuis geraakt zal het dier rondjes cirkelen rond een lamp. Meikevers kunnen niet steken of bijten en kunnen zonder gevaar worden opgepakt om buitenshuis te worden gezet. De meikever vliegt uitsluitend om voedsel of een partner te zoeken, de dieren zijn te sloom om snel weg te vliegen bij gevaar. Dit in tegenstelling tot andere insecten zoals de vlieg.

### Voedsel

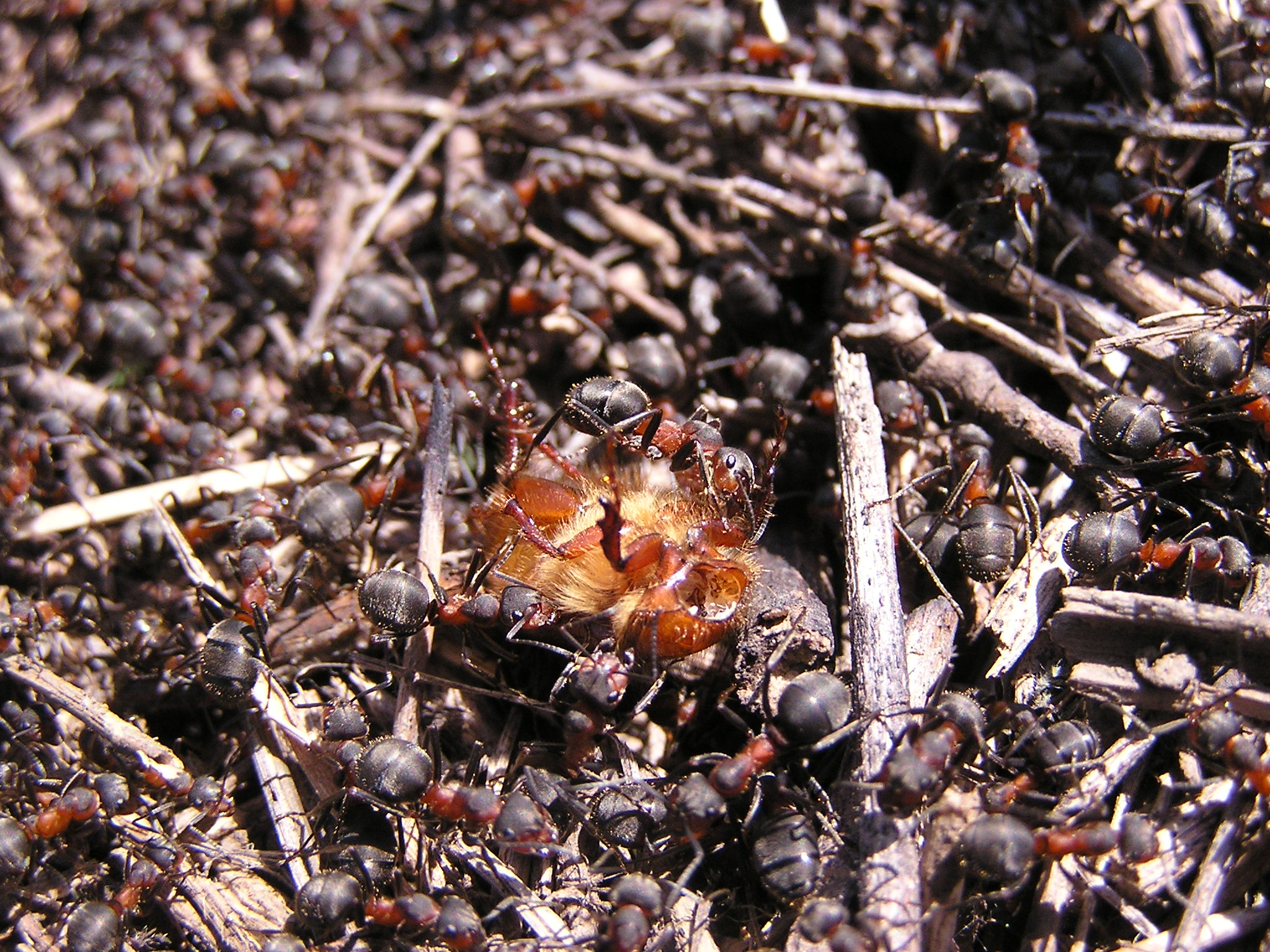
Een meikever wordt meegevoerd door rode bosmieren.

De larve van de meikever is berucht om zijn vraatzucht aan de wortels van planten. Vooral kruidachtige planten en grassen worden gegeten, inclusief granen die dienen voor menselijke consumptie en siergrasvelden zoals die op golfbanen, sportvelden en tuinen. Ook houden ze van sommige tuinplanten, wat de larven niet geliefd maakt bij tuinders. De volwassen kever eet verschillende plantendelen zoals bladeren en bloemen. Bij al te grote aantallen kan een boom geheel kaal gevreten worden. De volwassen kevers hebben een grote voorkeur voor bladeren van de zomereik, ook worden beuk en haagbeuk gewaardeerd. Daarnaast worden bladeren van andere bomen wel gegeten, zoals esdoorn, walnoot, iep, populier, wilg, hazelaar en verschillende soorten fruitbomen.

### Vijanden
De larven worden door allerlei dieren gegeten, zowel ondergronds levende dieren als de mol (Talpa europaea), als bovengronds levende dieren die de larven opgraven. Voorbeelden zijn zwijnen en dassen. Van de roek (Corvus frugilegus), een vogel, is bekend dat een buitgemaakte larve eerst zorgvuldig wordt gepeld voordat deze wordt gegeten. De roek verankert de engerling met een van de poten terwijl met de snavel het verharde kopschild en de vergrote kaken worden afgebeten. Vervolgens worden de larvepootjes een voor een verwijderd en ten slotte wordt de deels vloeibare inhoud van de larve naar buiten geknepen en gegeten.
Een wild zwijn dat een meikeverlarve eet, kan besmet raken met de haakworm Macracanthorhynchus hirudinaceus. Deze worm kent verschillende stadia, waarvan enkele lethargisch zijn, maar in andere stadia onttrekt de worm parasitair voedingsstoffen aan zijn gastheer. Het ei van de worm wordt met de ontlasting van varkens op de bodem gebracht en vervolgens gegeten door de larven van verschillende Melolontha- soorten waaronder die van de meikever. De larve van de worm boort zich met de mesachtige kaken door het spijsverteringsstelsel van de keverlarve het lichaam in. Als de larve van de worm is volgroeid in het lichaam van de keverlarve en deze wordt opgegeten door een varken, dan komt de worm in de darmen van het varken terecht. Hier ontwikkelt de worm zich tot een geslachtsrijp exemplaar en kan zich na twee tot drie maanden voortplanten. De worm heeft een wereldwijde verspreiding en kan ook andere zoogdieren besmetten zoals honden en mensen. Bij de mens kan een besmetting darm- en buikvliesontstekingen veroorzaken.
De volwassen meikever vliegt het liefst 's nachts en hierdoor zijn vleermuizen belangrijke vijanden. Vleermuizen sporen de kevers op door hun echolocatie en plukken ze uit de lucht. Overdag worden de kevers vooral door vogels zoals mezen, kraaien en spreeuwen en andere insecteneters zoals kikkers gegeten.

## Voortplanting en ontwikkeling

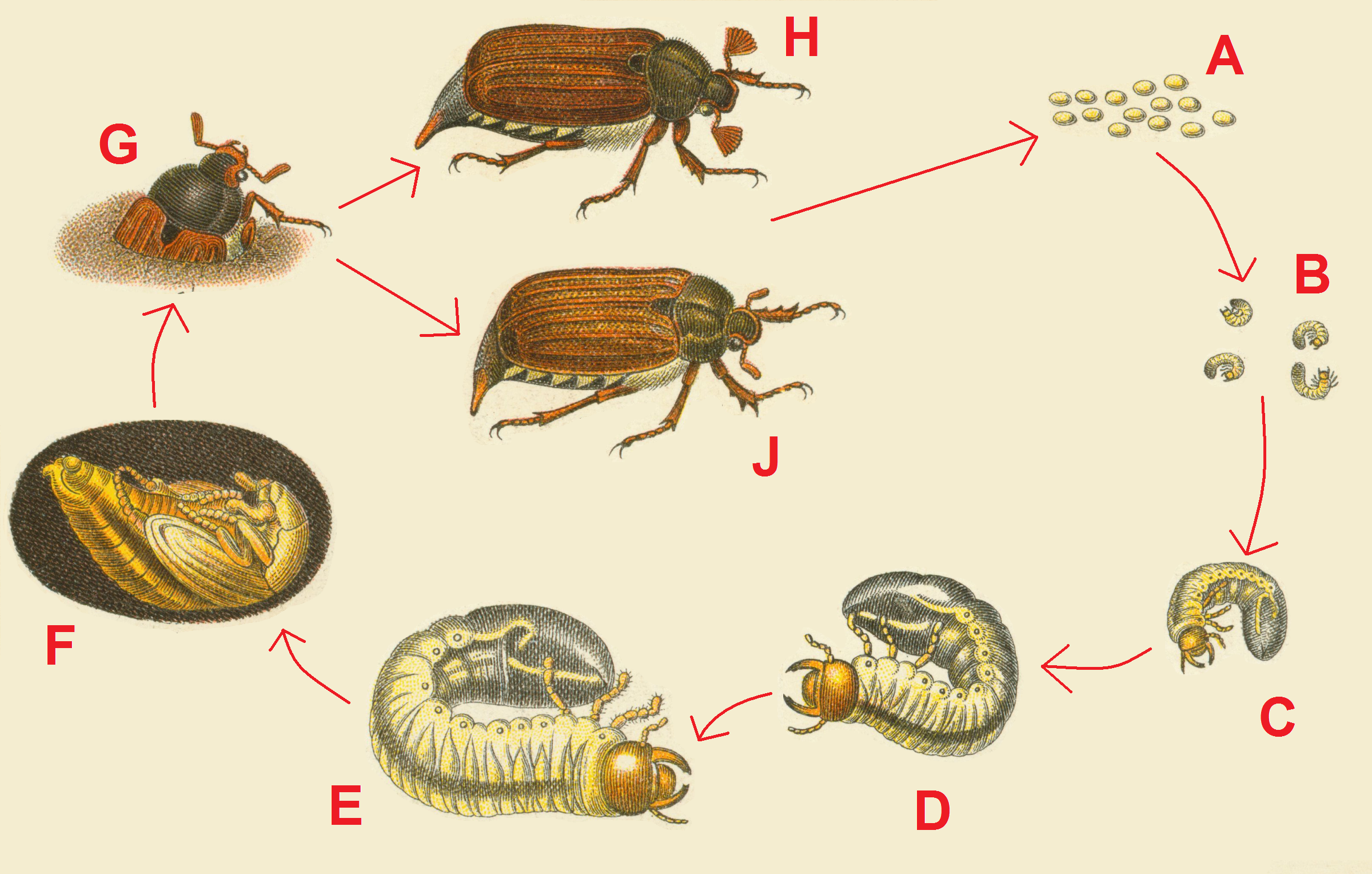
Schematische levenscyclus in negen stappen:

### Paring
De meikever kruipt in de lente uit de grond maar is dan nog niet geslachtsrijp. De kevers doen zich eerst een tijd tegoed aan bladeren van bomen, pas na tien tot vijftien dagen kunnen de vrouwtjes zich voortplanten.
Het zijn vooral mannetjes die vrouwtjes opzoeken; mannetjes hebben hiertoe grotere antennes. De mannelijke meikevers sporen een partner op met behulp van feromonen die door de vrouwtjes worden uitgescheiden. Met de antennes kunnen de kleinste concentraties van dergelijke verbindingen worden waargenomen. De meikever maakt niet alleen gebruik van feromonen, de mannetjes zijn vooral gevoelig voor alcoholen die vrijkomen uit beschadigde bladeren, zoals hexan-1-ol. De geur van intacte bladeren heeft geen aantrekkende werking op de mannetjes. Vrouwtjes zijn in het geheel niet gevoelig voor de verbindingen. Uit onderzoek blijkt dat vooral de bladeren van de bomen beuk (Fagus sylvatica), de zomereik (Quercus robur) en de haagbeuk (Carpinus betulus), waarbij de geur van de beuk het grootste aantal exemplaren aantrekt. Omdat alleen de mannetjes worden aangetrokken, wordt vermoed dat de waarneming van plantenalcoholen een belangrijke rol speelt bij het vinden van een partner. De mannetjes komen niet direct af op de geuren van de vrouwtjes, zoals bij de meeste insecten, maar vooral door de bladeren die zij aanvreten. Pas als een mannetje bij de beschadigde bladeren is aangekomen wordt bepaald of er een vrouwtje in de buurt is door naar vrouwelijke feromonen te zoeken.
Als een mannetje een vrouwtje tegenkomt vindt de paring plaats. Tijdens de paring worden de achterlijfspunten verbonden waarbij de 'penis' van het mannetje contact maakt met de geslachtsopening van het vrouwtje. Hierbij valt op dat de kevers niet bovenop elkaar zitten, zoals bij veel andere insecten het geval is. Het mannetje laat zich op zijn rug vallen en wordt zo een tijdje door het vrouwtje meegesleept.

### Ei
Het vrouwtje zet ongeveer twintig eitjes af op een diepte van enkele centimeters in de bodem. Ze gebruikt haar achterlijfspunt om de eitjes af te zetten in de grond, waarbij de eitjes in kleine groepjes worden afgezet. Na het afzetten van het legsel begeeft het vrouwtje zich weer in bomen om te eten, waarna wederom eitjes worden afgezet. Deze cyclus herhaalt zich maximaal drie keer, waarna het vrouwtje sterft. De eitjes zijn ovaal van vorm en hebben een diameter van 2 tot 3 millimeter en een vuilwitte kleur.

### Larve
Na vier tot zes weken komen de eitjes uit, de larve kent drie groeistadia die de instars worden genoemd en steeds worden afgewisseld door een vervelling. De jonge larve heeft in zijn eerste instar een doorsnede van de kop van ongeveer 2,5 millimeter, het tweede instar begint bij ongeveer 4 millimeter en als de kop van de larve 6 millimeter lang is vangt het derde instar aan. De totale lichaamslengte is in de eerste herfst ongeveer 10 tot 20 millimeter, en zo'n 30 tot 35 millimeter in de tweede lente. In het derde jaar bereikt de larve zijn laatste stadium en heeft een lengte van 40 tot 46 millimeter.

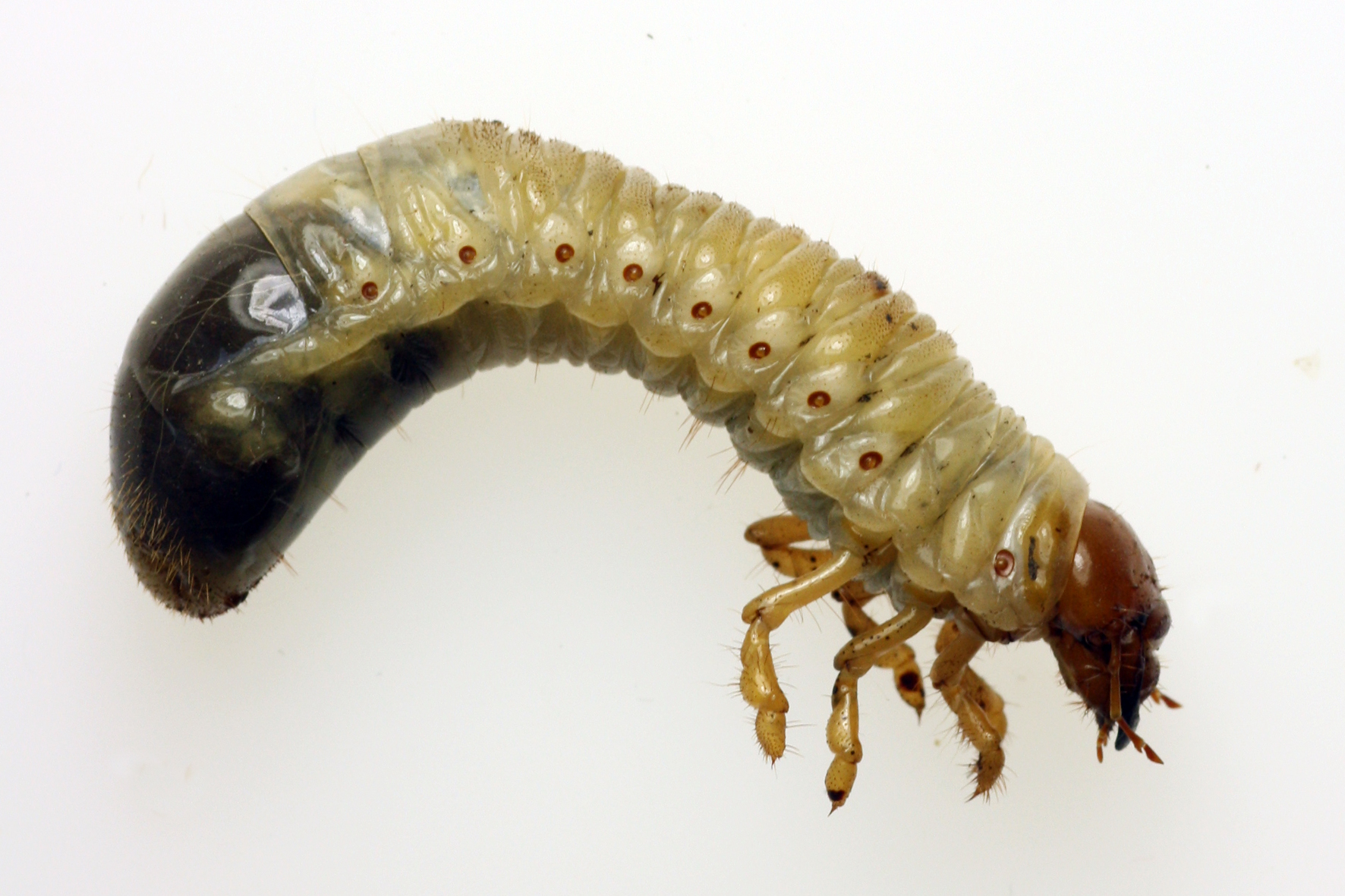
De larve van de meikever wordt tot 46 mm lang.

Deze larve wordt, zoals alle larven van bladsprietkevers, een engerling genoemd. Net als andere engerlingen heeft de larve een crèmewitte kleur en een zacht, vlezig lichaam. Wat opvalt is het chitineuze, verharde, oranje kopschild met eronder twee krachtige kaken. De kaken zijn relatief groot en enigszins gekromd, ze zijn ook donkerder van kleur. Ook de zes gelede, korte pootjes hebben een oranjebruine kleur. De achterzijde van de larve is donker tot zwart. Dit wordt veroorzaakt door het ontbreken van een uitscheidingsorgaan. De larve kan zich niet ontlasten en verzamelt de uitwerpselen achteraan in het lichaam. De larve doorgaat een ontwikkelingscyclus van drie tot vier jaar, afhankelijk van de levensomstandigheden. Als de temperatuur zakt bij het naderen van de winter, kruipt de larve dieper de grond in om te overwinteren. Als de larve volledig is ontwikkeld, wordt een popkamer gemaakt op een diepte van 30 to 40 centimeter waarin de larve verpopt. Dit gebeurt aan het einde van de zomer. Vijf tot zes weken na verpopping komt de pop uit in de herfst. De jonge kevers blijven echter in hun popkamer, ook wel poppenwieg genoemd, tot in de lente van het volgende jaar. Pas dan kruipen de volwassen kevers uit de popkamer en komen tevoorschijn uit de grond. Deze vorm van overwinteren als volwassen kever in de popkamer komt ook voor bij andere kevers, zoals het vliegend hert (Lucanus cervus). Zodra de kevers zich enige tijd hebben volgegeten, begint de cyclus opnieuw.
Omdat de larven een drie- tot vierjarige levenscyclus hebben, zijn er in sommige jaren minder kevers te zien, terwijl in andere jaren de dieren zeer massaal kunnen voorkomen. Met name in deze jaren kan de volwassen kever grote schade aanrichten aan bomen. Deze meikeverexplosies kunnen per gebied verschillen. De term 'meikeverjaar' wordt gebruikt als gezegde, hiermee wordt een goed jaar bedoeld. De volwassen kever leeft slechts enkele weken.

## De meikever en de mens

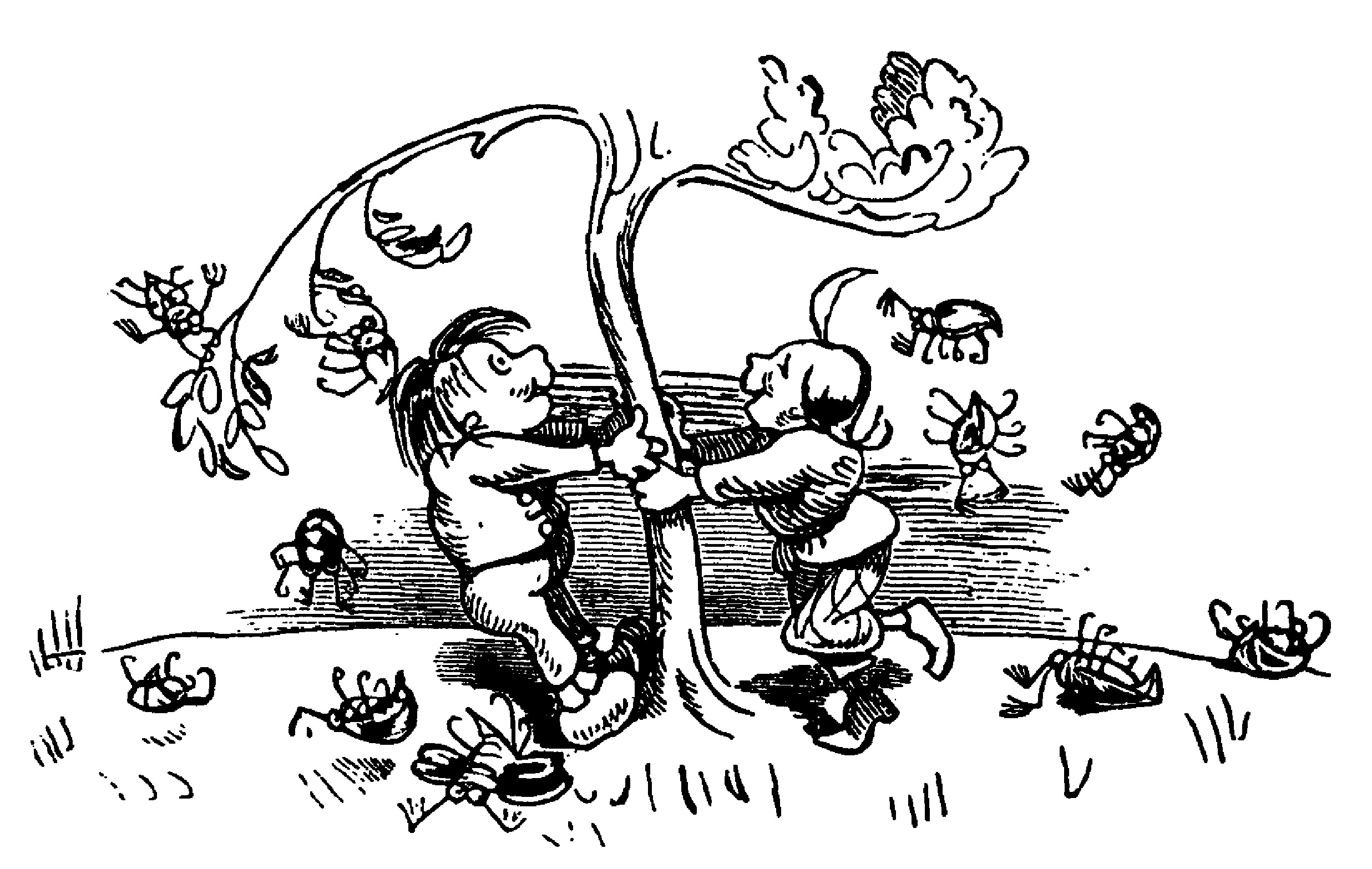
Max und Moritz schudden meikevers uit een boom.

In West-Europa is de meikever een bekende soort, die in veel gebieden tegenwoordig zeldzamer is dan enkele decennia geleden. In vroeger tijden kwam de meikever in Nederland zeer algemeen voor, en de kever was een populair soort 'speelgoed' dat gebruikt werd door de jeugd. Vanwege de onschuldige natuur van de kevers – ze kunnen de mens niet bijten of steken – werden ze door kinderen gebruikt in spelletjes. Hierbij werd een pootje van de kever aan een touwtje gebonden waarna de kever werd 'vrijgelaten'. Diegene waarvan de kever het hoogste vliegt, heeft volgens de regels de wedstrijd gewonnen.
De kever werd bij een ander spelletje ook wel in de hand genomen, waarna de zin mulderke, mulderke tel oe geld en leer ons toch eens vliegen – anders komen de dieven, die nemen oe dan mee en gooien oe dan in de zee. De kevers vlogen vervolgens weg uit de hand, een verklaring hiervoor is dat de kevers door de warmte die door de handen werd afgegeven actiever werden.

### In de cultuur
De meikever speelt door zijn algemene voorkomen in Europa een bescheiden rol in de cultuur. De kever duikt op in sommige literaire werken zoals liedjes of bijvoorbeeld een gedicht van de Hongaarse dichter Sándor Petőfi in zijn werk Szülőföldemen (mijn geboortestreek).
In de verhalenreeks van Wilhelm Busch over Max und Moritz duikt de meikever op als practical joke. De kwajongens verzamelen zakken vol meikevers die ze in het bed van hun oom stoppen. Als hij bijna in slaap is gevallen voelt hij een kever over zijn neus lopen en gaat ze hevig geschrokken met een schoen te lijf.
De meikever speelt een rol in verschillende spreekwoorden (1) en gezegden (2 en 3):
1. Ne meikever in april, is ne zot die niet weet wat hij wil. (Brabants)
2. Een meikeverjaar – een goed (productief) jaar.
3. Tellen als een meikever – zeer nauwkeurig (lees: gierig) kunnen tellen.

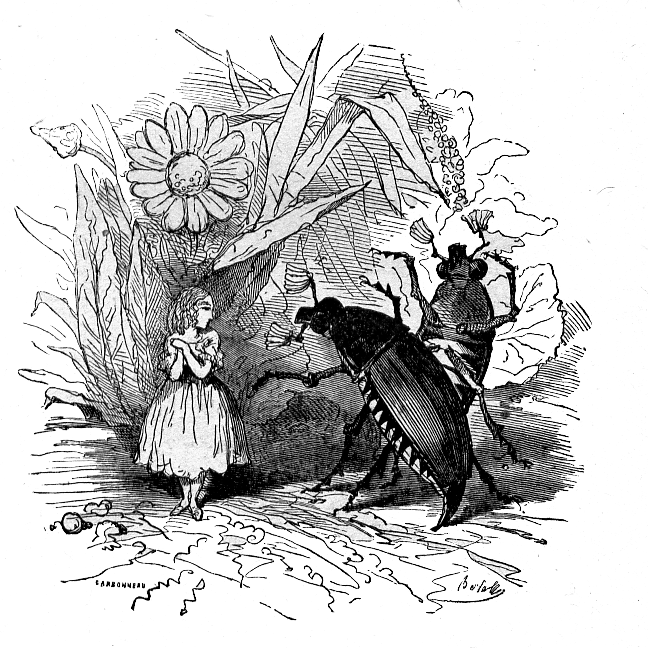
Duimelijntje en de meikevers

De meikever speelt ook een rol in het sprookje Duimelijntje van Hans Christian Andersen uit 1835. Volgens dit sprookje wil een meikever met Duimelijntje trouwen en neemt haar al vliegend mee naar een boom. Als echter blijkt dat de kevervrouwtjes haar maar lelijk vinden omdat ze op twee benen loopt en geen voelsprieten heeft, wordt ze weer vrijgelaten.
Onderstaand is een Duits volksliedje weergeven dat afkomstig is uit het werk Des Knaben Wunderhorn, een liedjesverzameling van Achim von Arnim en Clemens Brentano uit 1806–1808. De melodie van het liedje is dezelfde als van het bekende 'Slaap, kindje, slaap'. Het staat bekend als het 'meikeverlied', de tekst verwijst naar de Dertigjarige Oorlog (1618 tot 1648) waarbij de Duitse streek Pommeren volledig werd verwoest en de helft van de bevolking omkwam.
| Origineel                      | Vertaling                  |
| ------------------------------ | -------------------------- |
| Maikäfer flieg!                | Meikever vlieg!            |
| Der Vater ist im Krieg,        | Vader zit in de oorlog     |
| Die Mutter ist im Pommerland,  | Moeder is in Pommerland    |
| Und Pommerland ist abgebrannt. | En Pommerland is afgebrand |
| Maikäfer flieg!                | Meikever vlieg!            |

Martine Bijl zong het lied Er zijn daar geen meikevers meer, een (vrije) vertaling van het nostalgische Es gibt keine Maikäfer mehr  van de Duitse zanger Reinhard Mey.

### Plaaginsect
In vroeger tijden, toen er nog geen bestrijdingsmiddelen voorhanden waren, was de kever een serieuze bedreiging voor de voedselvoorziening van de bevolking. De meikever kon grote schade toebrengen aan de oogst, vooral in een jaar waarin veel kevers gelijktijdig uit de grond tevoorschijn kwamen en in enorme aantallen opdoken. Omdat de larven ondergronds leven en dus niet zichtbaar waren, bestond de enige vorm van bestrijding in het handmatig rapen van de kevers, wat niet bepaald effectief was. Sinds de middeleeuwen wordt de kever beschreven als een belangrijke plaag en in 1320 werd in de Franse stad Avignon een proces tegen de meikever gehouden waarbij de dieren werden verbannen naar een aangewezen gebied. Exemplaren die het vonnis zouden overtreden mochten worden gedood. Later gebeurde in 1479 ongeveer hetzelfde in Lausanne, toen de kevers voor een kerkelijk tribunaal werden gebracht. De kevers werden ervan beschuldigd de oorzaak van de grote armoede te zijn en werden verbannen.
De meikever kan in extreme gevallen voor een ecologische ramp zorgen die vergelijkbaar is met de schade die treksprinkhanen soms veroorzaken. In 1911 werden in een stuk bos met een oppervlakte van 18 vierkante kilometer zo'n 20 miljoen exemplaren geteld. Een bekend voorbeeld van een massale invasie van de meikever vond plaats in de zomer van 1688 in de Ierse provincie Galway. Het aantal kevers schijnt zo enorm geweest te zijn dat de zwerm voor een wolk werd aangezien en het landschap achterbleef alsof het opeens winter was geworden. Ook in Scandinavische landen zijn meikeverplagen geweest die veel schade toebrachten aan de gewassen. De aantasting van het plantaardig leven door de kevers is oorspronkelijk zelfs wel toegeschreven aan rampen zoals meteorietinslagen. Ook in Nederland zijn er meikeverplagen bekend die schadelijk waren. In 1986 werden grote hoeveelheden meikeverlarven aangetroffen op sportvelden in Eindhoven en in 1992 en 1993 werden delen van natuurgebieden in Gelderland ernstig aangetast door de kever.

### Consumptie
De meikever is in principe geen oneetbare diersoort en kan worden gebruikt in diverse gerechten. Tot het midden van de twintigste eeuw werd de kever in Duitsland en Frankrijk verwerkt in meikeversoep. Hiertoe werden de meikevers ontdaan van hun dekschilden en poten, gebakken in boter of vet en vervolgens tot een pasta gewreven met een vijzel. De smaak van de soep zou doen denken aan kreeftensoep. Volgens de overlevering moesten de Ieren na de meikeverinvasie in 1688 de dieren koken en als voedsel gebruiken om te overleven.

### Bestrijding door de mens
De meikever werd lange tijd met alle mogelijke middelen bestreden door de mens, maar omdat de larve ondergronds leeft, was deze lastig te doden. Toen in de twintigste eeuw insecticiden op grote schaal werden ingezet was het snel gedaan met de meikever. Tegenwoordig is de kever veel zeldzamer en in sommige streken is de soort volledig uitgeroeid. Ook het op grote schaal mechanisch bewerken van de bodem is funest voor de kever, omdat de larven in stukjes worden gehakt.
In landen waar de kever nog algemeen voorkomt kan schade worden aangericht aan gewassen en wordt de kever bestreden. Bestrijding met chemische pesticiden wordt niet langer meer toegestaan. Enkel nog biologische bestrijding wordt goedgekeurd, zoals het gebruik van pathogene schimmels, rondwormen, of het verspreiden van virussen. De larven van de kever zijn gevoelig voor een virus genaamd Melolontha melolontha entomopoxvirus (mmEPV). In de natuur komt dit virus niet veel voor. Van 1260 onderzochte larven uit populaties in Turkije bleek minder dan één procent besmet. De aangetaste larven vertonen donkere vlekken en hebben een sterk verkorte levensduur.

### Overdrachtelijk gebruik van de naam
Tijdens de Tweede Wereldoorlog werd het woord 'meikever' pejoratief gebruikt door oudgedienden van de Nationaal-Socialistische Beweging voor opportunisten die vanaf mei 1940 lid waren geworden.